# Nína Tryggvadóttir
Nína Tryggvadóttir (* 13. März 1913 in Seyðisfjörður; † 18. Juni 1968) war eine bildende Künstlerin und Lyrikerin aus Island. Sie konzentrierte sich auf abstrakte Kunst und ist am bekanntesten für ihre Gestaltung des Altarbildes in der Domkirche zu Skálholt.

## Familie und  Ausbildung
Nína Tryggvadóttir wurde am 13. März 1913 im Ort Seyðisfjörður als Tochter der Hausfrau Gunndóra Benjamínsdóttir und des Kaufmanns und Lehrers Tryggvi Guðmundsson geboren und auf den Namen Jónina Tryggvadóttir getauft. Im Jahre 1920 übersiedelte die Familie nach Reykjavík, wo Nína die Grundschule und später die Schule Kvennaskóli Reykjavíkur besuchte. Ihr Nachbar war der bekannte isländische Impressionist Ásgrímur Jónsson und er förderte vermutlich ihre künstlerischen Interessen. Allerdings waren die modernen Künste zu dieser Zeit in Island noch nicht sehr anerkannt. Erst 1919 wurde der Verein Listvinafélagið gegründet, der in der Folge Ausstellungen organisierte.
Nínas Eltern drängten sie zunächst, Köchin zu werden. Dabei standen ihre künstlerischen Neigungen schon früh fest. Erst 1933 im Alter von 20 Jahren nahm sie erste Malkurse in Reykjavík bei den anerkannten Künstlern Finnur Jónsson und Jóhann Briem. Von 1935 bis 1939 setzte sie ihre künstlerischen Studien in Kopenhagen fort.

## Weitere künstlerische Entwicklung
Wegen des Ausbruchs des Zweiten Weltkrieges kam Nína 1939 nach einem kurzen Zwischenaufenthalt zurück nach Island. Dort hielt sie 1942 im Haus von Freunden ihre erste Einzelausstellung. Sie malte außerdem mehrere Porträts von Steinn Steinarr, gestaltete ein Buchcover für ihn und illustrierte sein 1943 erschienenes Anti-Kriegsgedicht Tindátarnir. Von 1943 bis 1946 konnte sie mit Hilfe eines Stipendiums des isländischen Staates in New York bei dem exilierten deutschen Maler Hans Hofmann studieren. Während dieser Zeit stellte sie in New York in einer Galerie aus und beteiligte sich an einem von der Columbia University produzierten Film.
1947 nahm sie mit einigen Werken an der Ausstellung Septembersýningin junger isländischer Künstler in Reykjavík teil, die damals in Island als geradezu revolutionär galt, weil sie mit als erste in Island abstrakte Kunst zeigten. Diese war dort zu der Zeit noch sehr umstritten. Danach bestand ihre Arbeit unter anderem darin, Bücher zu illustrieren. Im Oktober 1948 folgte eine weitere Ausstellung in einer New Yorker Galerie. 1957 hatte sie Ausstellungen in London und in der Galerie Parnass in Wuppertal.

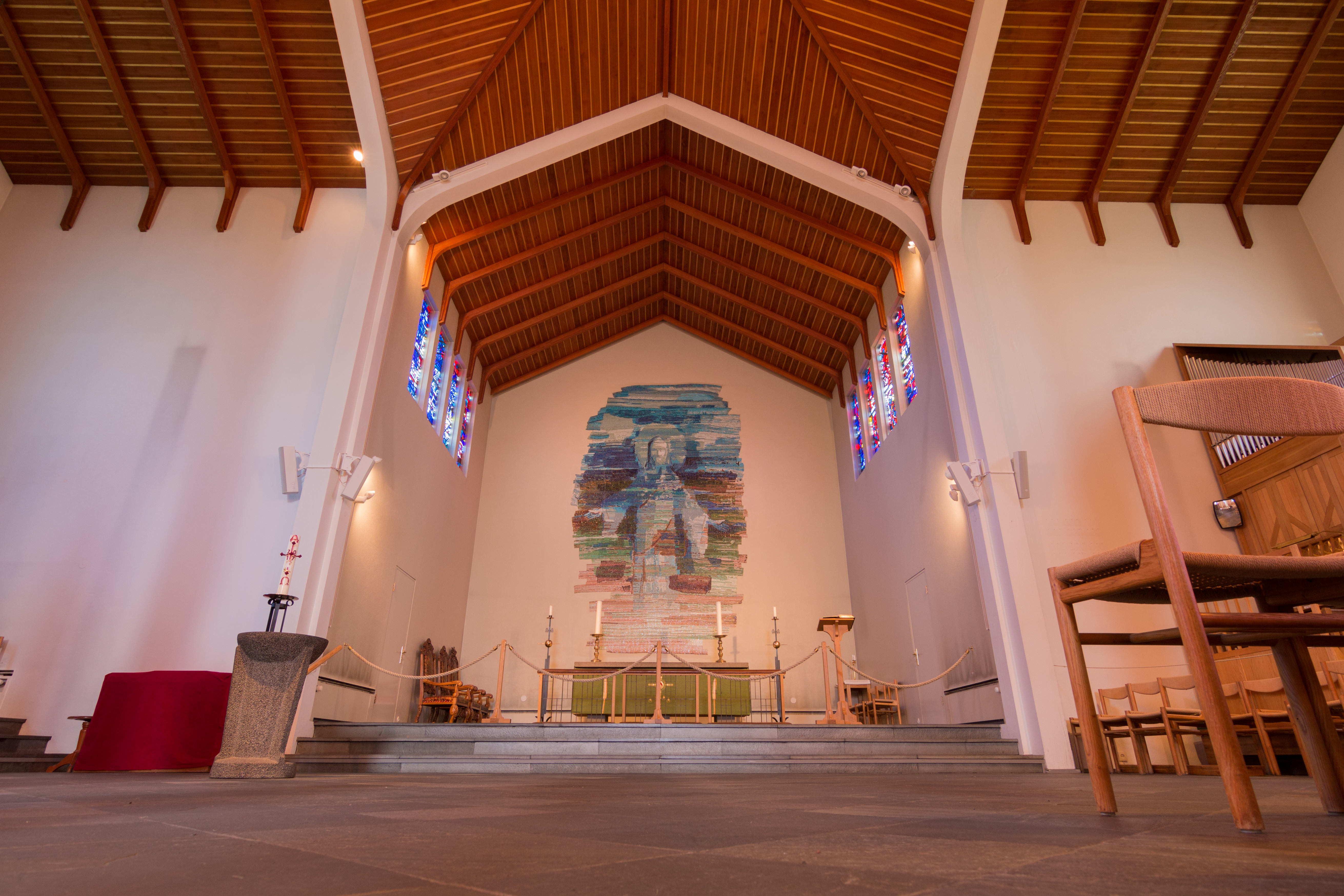
Altarraum der Skálholtsdómkirkja (2017)

1963 hielt Nína Tryggvadóttir eine Ausstellung in Reykjavík und bekam den Auftrag, ein Altarmosaik für die neue Kirche in Skálholt (Skálholtsdómkirkja) zu gestalten. Ein weiteres großes Mosaik von ihr befindet sich im Hotel Loftleiðir in Reykjavík, aber es wurde nach ihren Entwürfen posthum 1968 von ihrem Ehemann ausgeführt.

## Ehe und politische Verwicklungen
Sie heiratete 1948 in New York den aus Deutschland emigrierten Mediziner und Maler Alfred Lewin Copley (Alcopley, 1910–1992). Nach einer Islandreise im Zusammenhang mit einem Erbe wurde ihr die Wiedereinreise in die USA aus politischen Gründen verweigert, da sie in der McCarthy-Ära als Kommunistin galt. Als sie es dennoch versuchte, wurde sie zeitweise des Landes verwiesen. 1952 wurde dem Ehepaar in Island eine Tochter geboren. Danach siedelten sie nach Paris über. 1957 übersiedelte die Familie nach London, bevor sie 1959 nach New York zurückkehrte. Nína starb am 18. Juni 1968.